# 2M1207
2M1207 (2MASSW J1207334-393254) – brązowy karzeł znajdujący się w gwiazdozbiorze Centaura. Planeta orbitująca go, 2M1207b, jest prawdopodobnie pierwszą bezpośrednio sfotografowaną planetą pozasłoneczną.
2M1207 został odkryty podczas przeglądu 2MASS (Two Micron All-Sky Survey). Jest bardzo młodą gwiazdą i prawdopodobnie należy do asocjacji gwiazdowej TW Hydrae. Jego masę szacuje się na 21 mas Jowisza.